# 유충 (성릉절후)
유충(劉充, ? ~ ?)은 전한 후기의 제후로, 평간경왕의 아들이다.

## 행적
신작 3년(기원전 59년), 성릉후(成陵侯)에 봉해졌다.
시호를 절이라 하였고, 작위는 아들 유덕이 이었다.

## 출전
- 반고, 《한서》 권15하 왕자후표 下

| 선대 (첫 봉건) | 전한의 성릉후 기원전 59년 ~ ? | 후대 아들 유덕 |